# Michał Parada
Michał Parada vel Michał Zawadowski pseud.: Mapa, Trasa, Dąb, Murzynek (ur. 15 października 1914 w Chełmie, zm. po 10 sierpnia 1944 w Warszawie) – polski policjant, żołnierz Polskich Sił Zbrojnych na Zachodzie, podoficer Armii Krajowej, sierżant łączności, cichociemny.

## Życiorys
Michał Parada był synem Michała i Marii z domu Koseckiej. W latach 1934–1936 odbył służbę wojskową w Pułku Radiotelegraficznym w Warszawie, w czasie której ukończył szkołę podoficerską i awansował na kaprala. W latach 1936–1939 i w czasie kampanii wrześniowej pełnił służbę w Policji Państwowej na stanowisku radiotelegrafisty.
21 września 1939 przekroczył granicę polsko-węgierską. Był internowany na Węgrzech. W marcu 1940 roku dotarł do Francji, gdzie został skierowany do Oddziału Rozpoznawczego 3 Dywizji Piechoty. Po przedostaniu się w czerwcu 1940 roku do Wielkiej Brytanii dostał przydział do 1 Oddziału Rozpoznawczego 1 Brygady Strzelców.
Po przeszkoleniu w łączności radiowej i dywersji został zaprzysiężony 5 października 1942 roku w Audley End. Zrzutu dokonano w nocy z 16 na 17 lutego 1943 roku w ramach operacji „Vice” dowodzonej przez por. naw. Radomira Walczaka. W marcu 1943 roku Parada dostał przydział do Oddziału V Łączności sztabu Komendy Głównej AK. Służył jako radiotelegrafista Kompanii „Kram” Batalionu „Iskry”. Przez pewien czas był oddelegowany do plutonu świętokrzyskiego kompanii „Orbis”.
W pierwszych dniach powstania warszawskiego służył jako radiotelegrafista w kompanii radiołączności Komendy Okręgu Warszawa AK w Śródmieściu. Ostatni raz był widziany 10 sierpnia na Starym Mieście. Potem zaginął.

## Awanse
- kapral – ze starszeństwem od 26 lutego 1936 roku
- plutonowy – ze starszeństwem od 21 grudnia 1942 roku
- sierżant – 1943.

## Odznaczenia
- Krzyż Walecznych – czterokrotnie.

## Upamiętnienie
- W lewej nawie kościoła św. Jacka przy ul. Freta w Warszawie odsłonięto w 1980 roku tablicę Pamięci żołnierzy Armii Krajowej, cichociemnych – spadochroniarzy z Anglii i Włoch, poległych za niepodległość Polski. Wśród wymienionych 110 poległych cichociemnych jest Michał Parada.
- W 50. rocznicę pierwszego zrzutu cichociemnych do okupowanego kraju, w 1991 roku, na elewacji Pałacu Mostowskich w Warszawie odsłonięto tablicę pamiątkową ku czci oficerów i podoficerów Policji Państwowej II Rzeczypospolitej służących w szeregach cichociemnych. Na tablicy zostali upamiętnieni mjr. Bolesław Kontrym „Żmudzin”, mjr. Jan Piwnik „Ponury”, kpt. Franciszek Cieplik „Hatrak”, kpt. Piotr Szewczyk „Czer”, rtm. Józef Zabielski „Żbik”, por. Tadeusz Starzyński „Ślepowron”, ppor. Tadeusz Kobyliński „Hiena” i plut. Michał Parada „Mapa”.